# Kaltes Wasser (Dornbach)
Das Kalte Wasser ist der rund 7,6 km lange linke bzw. nördliche Quellbach des Dornbaches. Manche sehen das Kalte Wasser auch nur als eine Bezeichnung des Oberlaufs des Dornbaches bzw. des Eschbaches an.

## Namen
Der Name Kaltes Wasser leitet sich vermutlich von der niedrigen Wassertemperatur des Baches ab.

## Geographie

### Verlauf
Das Kalte Wasser entspringt im Hohen Taunus in einem Waldgebiet südöstlich des Klingenkopfs (683 m ü. NHN) am ihm vorgelagerten Kellerberg auf dem Gebiet der Gemarkung Bad Homburg vor der Höhe. Ein Kerbtal mit zeitweiser Wasserführung ist schon in ca. 500 m ü. NHN ausgeprägt. Seine an der Grenze von kluftreicherem Taunusquarzit zum unterlagerndem, etwas dichteren Hermeskeilsandstein liegenden Hauptquellen in 420–460 m ü. NHN führen z. T. ganzjährig Wasser und sind von einem größeren Feuchtgebiet umschlossen. Der Bach fließt zunächst in südöstlicher Richtung durch den Bad Homburger Staatsforst rechts am Landgrafen Berg (410 m ü. NHN) und am Sange-Berg (380 m ü. NHN) vorbei. Dort wird er vom Mühlborn und wenig später vom Sangeborn gespeist.

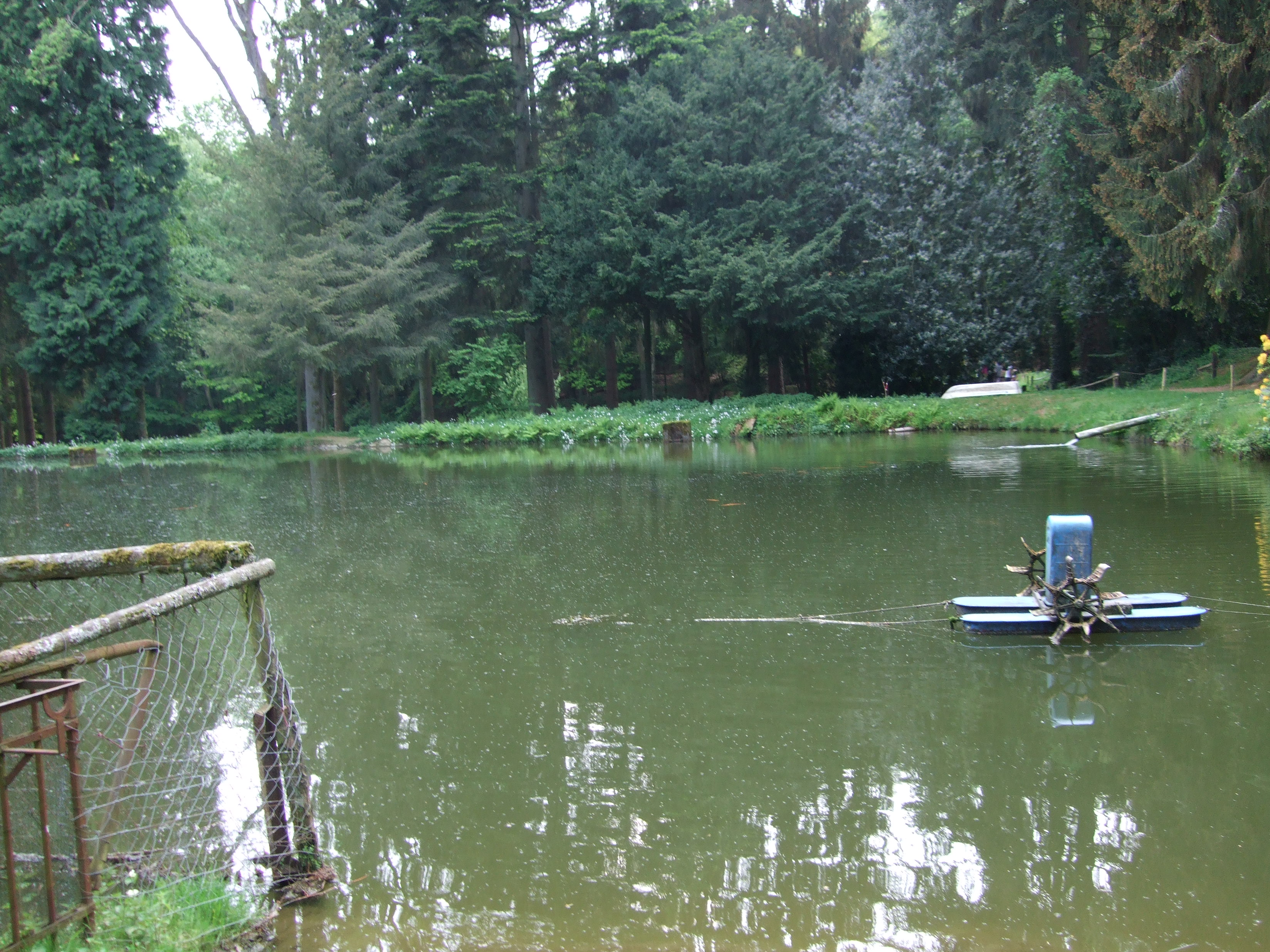
Fischweiher am Forellengut beim Kalten Wasser

1821 wurde die Elisabethenschneise erbaut, die auch über das Kalte Wasser führt. Als Übergang wurde die Landgrafenbrücke zum Gedenken an Friedrich V. erbaut und entspricht deshalb durch die Länge von 71 Fuß und 11 Zoll dessen erreichtem Lebensalter in Jahr und Tag. Die Inschrift im Scheitel des Tonnengewölbes lautet: „FRIEDRICH JOSEPH Sv. LANDGRAF z.H.HOMBURG den 23ten APRIL 1828“.
Vor dem Erreichen des ehemaligen kaiserlichen Forellenguts (gegründet 1894; heute Gaststätte) befindet sich auf einer kleinen Kuppe ein Obelisk. In diesem Gebiet wachsen auch die von den Bad Homburger Landgrafen im 19. Jahrhundert angepflanzten Mammutbäume. Der Bach wechselt nun seinen Lauf in eine mehr östliche Richtung und fließt durch ein Wiesengebiet an der Hölschers-, Harderts- und an der Fischersmühle vorbei. Er wechselt noch einmal kurz in den Wald über, welchen er an der Grenze zu Oberursel-Oberstedten endgültig verlässt. Er fließt nun durch eine Kleingartenanlage. Der Ortskern von Oberstedten wird von dem Bach unterirdisch durchquert. Am östlichen Ortsrand erscheint er wieder an der Oberfläche. Er unterquert nun die B 455. Hier fließt ihm unterirdisch der Lotzengrundbach zu. Das Kalte Wasser fließt nun entlang der Gemarkungsgrenze zwischen Oberursel und Bad Homburg an der Rentmeister-, Kräuter- und an der Prökenmühle vorbei. Der Bach wechselt nun auf das Gebiet von Bad Homburg über und vereinigt sich schließlich östlich der Knobelsmühle mit dem Bach von der Goldgrube zum Dornbach.

### Zuflüsse
Zu den Zuflüssen des Kalten Wassers gehören flussabwärts betrachtet:
- Mühlborn (rechts) – Gebiet wird heute z. T. von einer Schürfung der ehemaligen Gemeinde Oberstedten entwässert.
- Sangeborn (links) – kleine, kontinuierlich fließende Quelle der Schichtgrenze Quarzit zu Grünschiefer (am Forellengut).
- Lotzengrundbach (rechts) – heute nur selten fließender Graben.
- Bach von der Goldgrube (rechts) – in alten Karten oft Dornbach genannt (zur Unterscheidung vom größeren Dornbach in Oberursel-Oberstedten von den Historikern heute als Alter Dornbach bezeichnet).

### Flusssystem Nidda
- Fließgewässer im Flusssystem Nidda

## Daten, Charakter und Hydrologie
Das Kalte Wasser hat ein Einzugsgebiet von 7,538 km2 und sein mittlerer Abfluss (MQ) beträgt 58,3 l/s.
Es gehört zu den Fließgewässern vom Typ silikatischer Mittelgebirgsbach. Der Bach hat im Oberlauf ein stark saures Milieu, vor allem bedingt durch den Taunusquarzit im Untergrund und die flächigen Feuchtzonen mit Fichten und Torfmoosen. Die Quellen selbst haben z. T. höhere pH-Werte, besonders, wenn es sich um dauerhaft schüttende Kluftgrundwasserquellen handelt. Entsprechend haben sie eine artenreichere
Fauna als der Hauptbach. Ihre Wassertemperatur liegt konstant um 7 °C. Beim Durchfließen der kalkhaltigen Fischteiche beim Forellengut wird der Säuregehalt seines Wassers gesenkt und die Wassertemperatur erhöht. Vor dem Forellengut hat der Bach die Gewässergütestufe I. Danach verschlechtert sich die Wasserqualität durch die Ausscheidungen der Fische. Das Kalte Wasser liegt z. T. im Einzugsbereich des Bad Homburger Elisabethenstollens. Im Gegensatz zum Nachbarbach Heuchelbach, der im Oberlauf länger austrocknet, ist der Einfluss dieses Trinkwasserstollens am Kalten Wasser weniger offensichtlich. Ein Teil der an der Schichtgrenze Quarzit/Hermeskeilsandstein liegenden Hauptquellen führt immer Wasser – in Trockenjahren wie 1973 und 1976 kamen von der stärksten Quelle unterhalb der Homburger Hütte jedoch nur 0,15–0,20 l/s. In niederschlagsreicheren Jahren liegt der Quellabfluss hier im Sommer dagegen bei ca. 1 l/s. Durch Einsickerungen in trockenere Uferbereiche war der Bach in seinem Verlauf jedoch 1973 oberhalb des Forellenguts kurzfristig ausgetrocknet. Bei Regen saugen sich die Feuchtgebiete im Kalten Wassertal einerseits wie Schwämme voll, andererseits geben sie auch das Niederschlagswasser bei Sättigung wieder schnell ab. Es entsteht viel Sättigungsflächenabfluss.

## Biosphäre

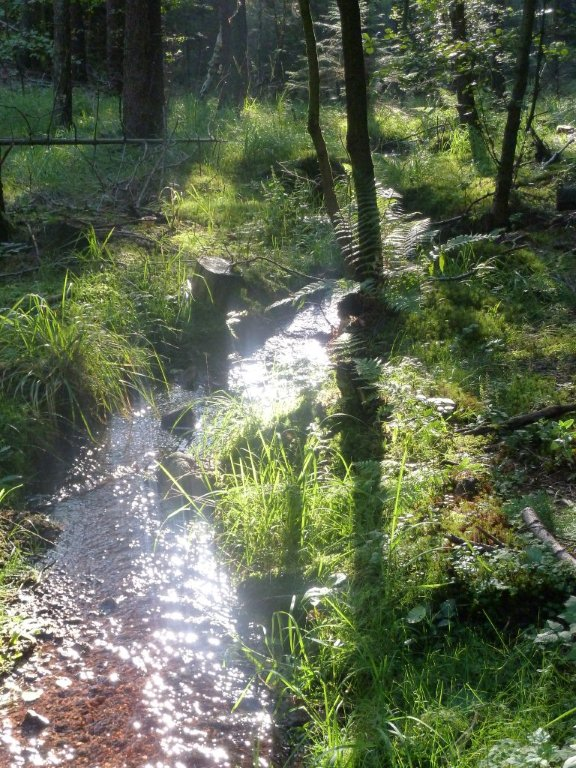
Kaltes Wasser nordwestlich Landgrafenberg

Im Quellgebiet wachsen Fichten, alte Birken und Buchen. Die Fichten ersetzt die Forstwirtschaft sukzessive durch Erlen. Die Krautschicht zeigt sehr nährstoffarme Verhältnisse an. Die feuchtesten Stellen nehmen Torfmoose ein, umrahmt von den gelben Blüten des Gewöhnlichen Gilbweiderichs und Beständen des Rippenfarn am Bachufer.
Im wechselfeuchten Bereich dominiert das Pfeifengras. An den Talhängen sind verschiedene Varianten des Hainsimsen-Buchenwalds vertreten mit Drahtschmiele, Heidelbeere, Gemeinem Weißmoos, und Adlerfarn. Talabwärts, besonders in der Umgebung von weniger sauren Quellen, treten Gegenblättriges Milzkraut, Sumpf-Helmkraut, Sumpfsegge und Waldbinse hinzu.
In der Waldwiese zwischen der Hölschers- und der Fischersmühle kommen Wollgras, Fieberklee, Borstgras und Breitblättriges Knabenkraut vor. Die Bestände von Waldläusekraut und Herzblatt sind durch Drainierung und Verbrachung erloschen.